# Giovanni Grilenzoni
Giovanni Grilenzoni oder Grillenzoni (* 6. April 1796 in Reggio Emilia; † 5. März 1868 in Viganello (heute Gemeinde Lugano)) war ein italienischer Militär, Politiker, Unternehmer und Republikaner.

## Leben
Giovanni Grilenzoni war Sohn des Grafen Bernardo Grilenzoni aus Reggio Emilia und der Gräfin Claudia Scaruffi. Er begann eine Militärlaufbahn in Modena, stand dem Geheimbund der Karbonari nahe und war in die antiösterreichische Verschwörung von 1821 verwickelt. Vom Herzog von Modena Francesco IV., in Abwesenheit zum Tode verurteilt, verliess er Modena, liess sich in Lugano nieder und nahm 1833 in Lugano an der Versammlung der Mazzinisten teil.
Im Kanton Aargau 1828 eingebürgert, wurde er Aidemajor der Tessiner Truppen. Als Freund und Mitverschworener der Giacomo und Filippo Ciani nahm er regen Anteil an der tessinischen Politik und wurde 1839 zusammen mit den Ciani ausgewiesen, was als Vorwand zur damals ausgebrochenen Revolution diente. Als Gegner der Fremdherrschaft in Italien wurde er 1839 von der konservativen Tessiner Regierung vorübergehend aus dem Kanton ausgewiesen, aber schon am 1840 wurde er sofort wieder im Tessin aufgenommen. Er war Freund von Giuseppe Mazzini und war dessen wichtigster Vertrauensmann im Tessin. Er lebte seit 1845 in Viganello in Villa Costanza.